# La familia Kallikak

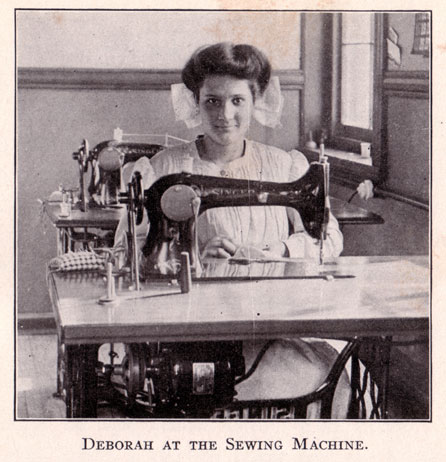
Deborah sentada a la máquina de coser. El libro de Goddard examina la genealogía de Deborah Kallikak, una mujer ingresada en su institución.

La Familia Kallikak: Un estudio de la herencia de la debilidad mental (The Kallikak Family: A Study in the Heredity of Feeble-Mindedness, en inglés) es un libro de 1912 escrito por el psicólogo y eugenista estadounidense Henry H. Goddard. El trabajo fue un extenso estudio de caso único hecho por Goddard sobre la herencia de la "debilidad mental", una antigua categoría general que se refería a una variedad de discapacidades mentales incluyendo retraso mental, dificultades de aprendizaje y enfermedades mentales. Goddard llegó a la conclusión de que varios rasgos mentales eran hereditarios en la naturaleza y por eso era importante para la sociedad iniciar un control sobre la reproducción de los individuos "no aptos".

## La investigación de Goddard y su argumento

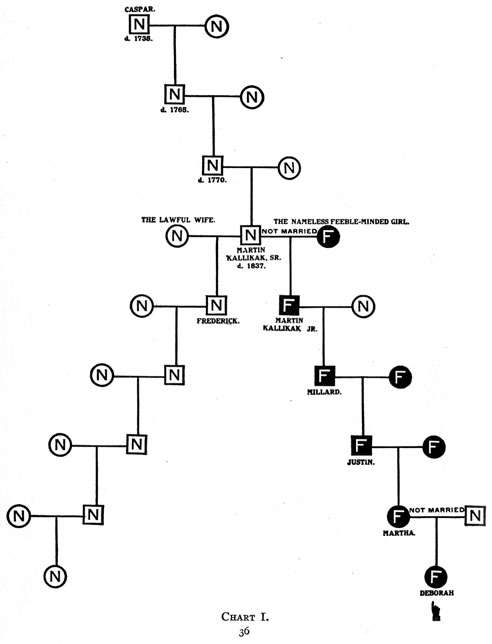
La genealogía de los Kallikak según Goddard

El libro comienza por examinar el caso de Deborah Kallikak (el apellido Kallikak es un pseudónimo, deriva del griego καλός (kalos) y κακός (kakos), que significa "bueno" y "malo", respectivamente), una mujer de la institución de Goddard, el 'Hogar de Nueva Jersey para la educación y cuidado de niños débiles de mente', ahora 'Escuela de Formación Vineland' (New Jersey Home for the Education and Care of Feebleminded Children, Vineland Training School), en Vineland, Nueva Jersey. En el curso de la investigación de su genealogía, Goddard afirmó haber descubierto que su árbol genealógico contaba una curiosa y sorprendente moraleja.
El libro sigue la genealogía de Martin Kallikak, el padre del tatarabuelo de Deborah, un héroe de la Guerra de Independencia de los Estados Unidos. A su regreso de la batalla, el normalmente recto de moral Martin tuvo una relación con una tabernera débil mental. El joven Martin pronto se reformó y siguió con su vida honesta, convirtiéndose en un respetado ciudadano de Nueva Inglaterra y en el padre de una gran familia próspera.
Pero de acuerdo a Goddard, un niño nació de la relación con la "chica de mente débil". Este único hijo, un varón, fue padre de más niños, que engendraron a sus propios hijos, y así generaciones y generaciones. Fue con los Kallikaks, como Goddard afirmó haber participado, más de cerca de lo que cualquiera podría imaginar, en un experimento sobre la herencia de la inteligencia, la capacidad moral y la delincuencia.
En la parte 'débil mental' de la familia Kallikak, descendiente de la camarera, los niños fueron pobres, locos, delincuentes y retardados mentales. Gran parte de la labor de Goddard se dedica a Deborah Kallikak, una niña de la institución que dirigía en Vineland. Según la evaluación de Goddard, Deborah era débil mental. En la terminología de principios del siglo XX este término era un cajón de sastre que incluía varias formas de retraso mental o deficiencias en el aprendizaje. Goddard estaba interesado en la posible herencia de la debilidad mental, y a menudo escribía sobre la amenaza invisible de los genes 'débiles mentales' que portaban personas que parecían saludables e inteligentes.

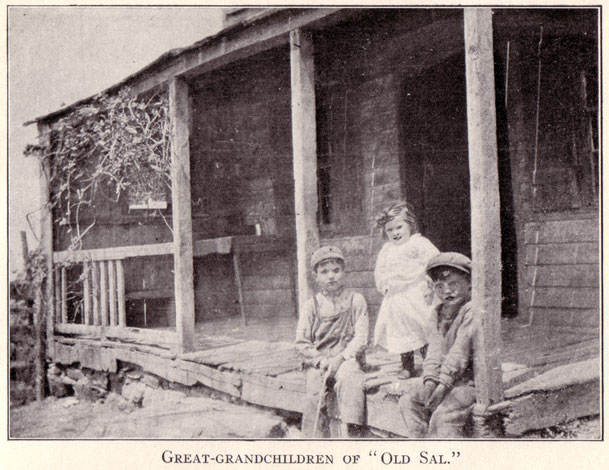
Bisnietos del "viejo Sal". Niños 'Kallikak' de la rama 'débil mental' de la familia.

Las leyes de Mendel se habían descubierto solamente una década atrás. Las transcripciones genéticas de Goddard eran consideradas en la época como ciencia de vanguardia. Fue estudiando la historia familiar de Deborah, cuando Goddard y sus asistentes, normalmente chicas de clase alta de las facultades cercanas, descubrieron que la familia de borrachos y criminales de Deborah estaba relacionada, a través de Martin Kallikak, con otra familia pudiente y próspera.
En la parte 'normal' de la familia Kallikak, los niños crecieron prósperos, inteligentes y rectos de moral. Se convirtieron en abogados, religiosos y médicos.
Goddard concluyó con esto que la inteligencia, la salud mental y la moral eran hereditarias, y que debían realizarse todos los esfuerzos necesarios para impedir la procreación entre débiles mentales, con el objetivo final de erradicar la debilidad mental y sus genes asociados. El daño creado por la unión de un joven y una chica débil mental podría extenderse a generaciones y generaciones de crimen y pobreza, con sus miembros viviendo de la generosidad del estado y costando una fortuna a los contribuyentes, argumentaba Goddard. Su obra contiene intrincados árboles genealógicos mostrando coeficientes mendelianos casi perfectos para la herencia de rasgos positivos y negativos.

## Evaluación actual del trabajo

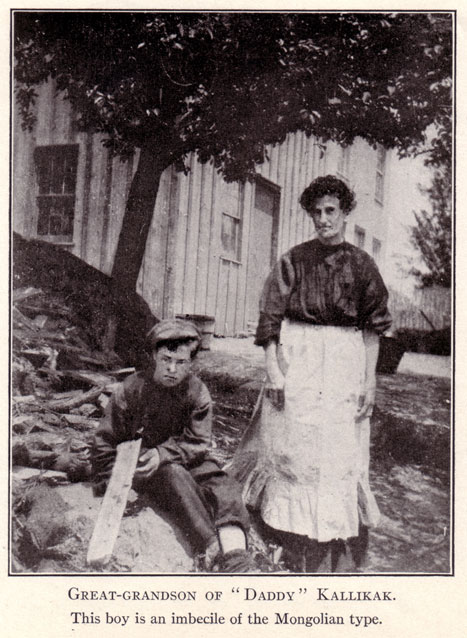
Bisnieto del "papi" Kallikak. Este niño es un imbécil del tipo mongol. Dos Kallikaks. Posiblemente el muchacho nació con Síndrome de Down, que antiguamente era llamado mongolismo.

En su día, el libro La Familia Kallikak fue un tremendo éxito y tuvo múltiples reediciones. Ayudó a Goddard a alcanzar el estatus de ser uno de los principales expertos en el uso de la psicología en la política; y junto con los trabajos de Charles B. Davenport y Madison Grant, es considerada una de las obras canónicas de principios del siglo XX sobre la eugenesia estadounidense.
En los últimos años, su metodología y conclusiones han sido vistos como ejemplos normales de los problemas de las primeras investigaciones en eugenesia y herencia genética. Aunque Goddard era considerado un verdadero científico en su día, fue el primero en traer el test de CI (cociente de inteligencia) de Alfred Binet a los Estados Unidos y traducirlo al inglés, su trabajo es ahora tildado de pseudociencia y artimaña como el de otros eugenistas de la época. La mayoría de los datos de Goddard fueron recogidos por sus asistentes, chicas de clase alta de las facultades cercanas que, al pasear por los barrios de la rama 'mala' de la familia Kallikak, no tardaban un segundo en etiquetar a sus habitantes como débiles mentales.
También se ha argumentado que, si algún factor está diferencialmente relacionado con las líneas de la familia Kallikak, es la condición de riqueza o pobreza. La desnutrición, por ejemplo, está asociada a la pobreza y a estas familias. Si el padre de una familia no puede pagar una alimentación decente, entonces sus hijos tampoco acceden a ella. Goddard, y su coetáneo Davenport, incluso identificaron diversas enfermedades de las que se sabe ahora que son causadas por deficiencias en la dieta, y se dan en los descendientes por la misma razón. Fue un fracaso no darse cuenta de que las condiciones de vida compartidas provocaban enfermedades en toda la familia que no tenían nada que ver con la información genética.
Otra perspectiva reciente afirma que los Kallikaks casi con toda seguridad padecieron Síndrome alcohólico fetal no diagnosticado.
Sumada a la pobreza y la desnutrición, la exposición fetal al alcohol puede provocar anomalías craneofaciales y de otro tipo que explicasen sus peculiares características faciales. Además, la exposición prenatal al alcohol puede dañar el sistema nervioso central, provocando discapacidad en la función cognitiva y conductual similar a la descrita por Goddard.

### Alteración de fotografías

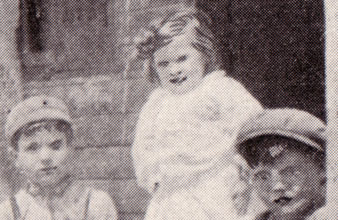
Detalle de la foto que según Stephen Jay Gould fue manipulada por Goddard para hacerles parecer más siniestros.

El paleontólogo y escritor científico Stephen Jay Gould tenía la opinión de que Goddard - o alguien de su equipo - había retocado las fotografías utilizadas en su libro con el fin de que los Kallikaks "malos" parecieran más amenazantes. En ediciones más antiguas de los libros, dice Gould, se hace evidente que alguien ha dibujado ojos más oscuros, de mirada más loca, y caras amenazantes a los niños y adultos de las fotos. Gould argumenta que la reproducción fotográfica en los libros no estaba entonces muy desarrollada, y que el público podría no haberse dado cuenta del retoque fotográfico, incluso con ese nivel de crudeza. Las 14 fotografías fueron posteriormente estudiadas más a fondo para demostrar la naturaleza del retoque y su posterior utilización por Goddard para sustentar sus afirmaciones.
El psicólogo R. E. Fancher, sin embargo, ha afirmado que el retoque de caras que se observa en el trabajo de Goddard era un procedimiento común en la época, con el fin de evitar un difuminado común en los inicios de la impresión fotográfica debido a la ausencia de tonos intermedios. Además, sostuvo Fancher, la manipulación le apartaría de una de sus afirmaciones primarias: que sólo un ojo adiestrado puede distinguir al "moron" (retrasado mental, término acuñado por Goddard) entre la multitud.

### Influencia del estudio
El efecto general que provocó La Familia Kallikak fue aumentar temporalmente la financiación para instituciones como la de Goddard, pero esto no solucionó el problema de los 'débiles mentales', ni mucho menos el de la canalla débil mental (rogue feeble-minded), la amenaza de la idiotez como un rasgo recesivo. Otro método más estricto, la esterilización obligatoria de los retardados mentales, fue llevada a cabo.
'Kallikak' se convirtió, junto con 'Jukes' y 'Nams' (otros estudios de caso único similares), en un término que hacía referencia a la población rural pobre del sur y noreste de los Estados Unidos.

## Para leer más
- Roberto Colom Marañón, «Algunos ‘mitos’ de la psicología: Entre la ciencia y la ideología». Psicothema (2000), Vol. 12, n.º 1, pp. 1-14 . Véase pdf en  (enlace roto disponible en Internet Archive; véase el historial, la primera versión y la última).
- Arthur H. Estabrook, The Jukes in 1915, Carnegie Institution of Washington, 1916.
- Henry H. Goddard, The Kallikak Family: A Study in the Heredity of Feeble-Mindedness, Nueva York, Macmillan, 1912.
- Stephen Jay Gould, The Mismeasure of Man, Norton, Nueva York, 1996, edición revisada.
- R. E. Fancher, Henry Goddard and the Kallikak family photographs, American Psychologist, 42 (1987), 585-590.
- J. David Smith, Minds Made Feeble: The Myth and Legacy of the Kallikaks, Rockville, MD, Aspen, 1985.